# Viña Cousiño Macul
Viña Cousiño Macul es una bodega chilena fundada en 1856 en Macul, Santiago de Chile, siendo una las viñas tradicionales del Valle del Maipo. Cousiño corresponde al apellido de la familia propietaria, a cargo de la viña desde hace siete generaciones.
La compañía, que producía 250.000 cajones de vino por año en 2019 (2,3 millones de litros), vinificados y embotellados en origen, aún mantiene el 100% de su propiedad en las manos de la familia fundadora. Las exportaciones equivalen al 65% de su producción, y sus principales mercados son Estados Unidos, Brasil, Canadá, Inglaterra y Alemania, seguido de países latinoamericanos. En sus instalaciones en Macul se rodó parte de la serie de televisión Reserva de familia.

## Historia

### sigloXIX: orígenes
La historia de la familia Cousiño se remonta al año 1760, pero no fue hasta 1856, cuando Luis Cousiño adquiere las 1000 hectáreas de la Hacienda Macul, que su legado vitivinícola comienza a tomar forma.
Con el fin de cumplir el sueño de Don Matías Cousiño de producir sus propios vinos, Don Luis Cousiño y Doña Isidora Goyenechea, viajaron a Europa para importar las primeras cepas de la Viña. El Cabernet Sauvignon y Merlot fueron traídos desde la región francesa de Pauillac, el Sauvignon Verde y Gris de Martillac y el Riesling de Alsacia, este último siendo seleccionado personalmente por Doña Isidora. Otro de los legados de Isidora Goyenechea es la icónica bodega del viñedo, la cual fue diseñada por ingenieros franceses y se terminó de construir en 1872. El diseño arquitectónico de la cava es fiel reflejo del estilo francés de la época y entrega las condiciones óptimas de humedad y temperatura para la maduración de los vinos.
Tras el fallecimiento de Don Luis Cousiño en 1873, es Isidora Goyenechea quien toma el mando de los negocios familiares, transformándose en una de las primeras mujeres empresarias de su época, quien también destacó por las múltiples obras sociales que llevó a cabo. En 1898 fallece Doña Isidora, pero la familia Cousiño permaneció a la cabeza de la Viña y en la actualidad Cousiño Macul está a cargo de la séptima generación, lo que ha posicionando a la Viña como una empresa familiar líder en la industria del vino.

### sigloXX-XXI: consolidación
En este siglo y principios del siglo XXI, la compañía empieza a delinear sus principales marcas. Antiguas Reservas Cabernet Sauvignon, surge por primera vez en 1932, y en 1969 se hace lo propio con Antiguas Reservas Chardonnay. En 1992 se emprende con el primer vino blend premium de Chile, Finis Terrae, y en 2006, para conmemorar sus 150 años de existencia, la viña libera su sello Lota, inspirándose en la tradición histórica.

## Valle del Maipo
El clima del Valle del Maipo es favorable para la producción de uva debido a la buena radiación solar, temperaturas diarias altas durante la temporada de maduración y una baja humedad relativa durante el día. Esto dificulta el desarrollo de enfermedades fungosas. Una fuerte diferencia de temperaturas entre el día y la noche es particularmente importante para la obtención de un buen equilibrio en el desarrollo de los aromas, la madurez de los taninos, y la concentración del color.

## Bodegas

### Bodega de Buin
La nueva bodega ubicada en Buin comprende 290 hectáreas de viñedos en el Valle del Maipo y una bodega climatizada de aproximadamente 6,5 millones de litros en cubas de acero inoxidable. Esta incluye además una gran sala con temperatura y humedad controlada para 3000 barricas de roble, línea de embotellación y bodegas para la guarda de vino en botella. Esta nueva bodega fue inaugurada el año 2005 para celebrar los 150 años de la Viña.
En esta bodega se han tomado en cuenta los más altos estándares internacionales de producción, los cuales han sido certificados a través de la ISO 14 001 sobre sus sistemas de gestión ambiental. De esta manera Viña Cousiño Macul se compromete con la protección del medio ambiente.

### Bodega de Macul

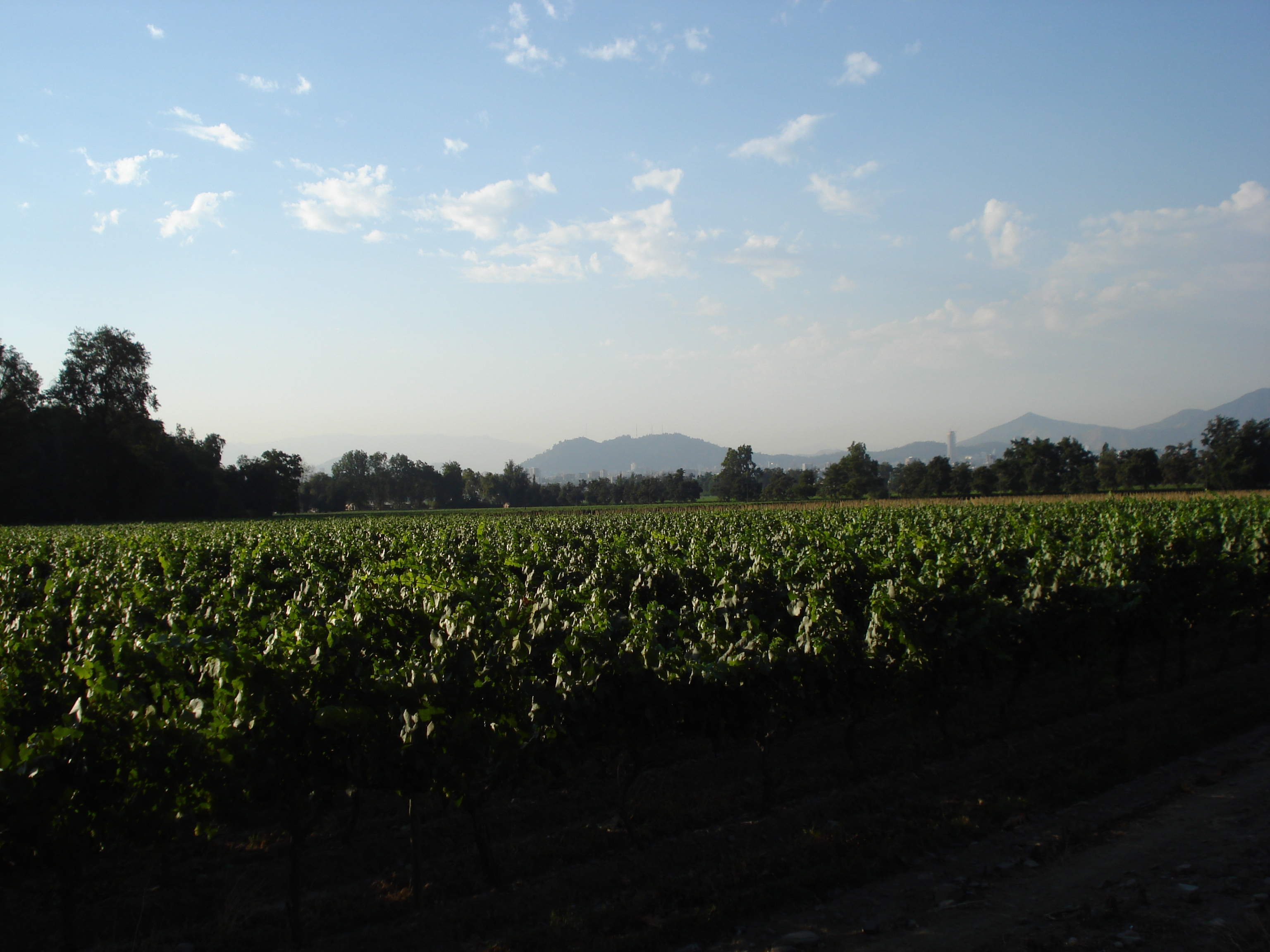
Viñas de la Bodega de Macul.

Esta construcción fue realizada por ingenieros franceses y terminada en 1872 por encargo de Doña Isidora Goyenechea. Se puede apreciar un clásico estilo francés de la época, con bases de piedra y bóvedas de ladrillos que fueron pegados con argamasa (una mezcla de cal, arena y clara de huevo).
Este sótano tiene las características ideales de temperatura y humedad para el óptimo envejecimiento de los vinos. La temperatura sólo varía 1 grado entre invierno (14 °C) y verano (15 °C) y la humedad relativa permanece casi constante entre 70 y 75 %. Esto último es fundamental para disminuir la evaporación del vino desde las barricas y evitar que las maderas se resequen.
Estas condiciones se logran gracias a un sistema de aireación natural, que consiste en un movimiento pasivo de aire. Cuando la temperatura exterior es menor a la del sótano, entra aire frío por los ductos existentes a nivel del suelo. Este aire llega al sótano y desplaza el aire caliente por chimeneas que salen a través de las murallas dobles del edificio del primer piso a distintas alturas. El muro doble sirve además, como cámara de aislación. El aire frío tiende a bajar y provoca un efecto «tapón», con lo que la temperatura permanece casi constante. El principal movimiento de aire se produce alrededor de las 5:00 a. m. (corresponde a la hora de temperaturas mínimas), y en invierno el movimiento es menor.